# Пијелоуретерална стеноза
Пијелоуретерална стеноза је урођена аномалија мокраћног система која узрокује сужење мокраћовода или уретера (вода који одводи мокраћу од бубрега до мокраћне бешике). Ово сужење резултује прогресивном дилатацијом бубрежне карлице детета. Ова аномалија је честа патологија, која се обично дијагностикује током трудноће.
Унутар уринарног система, бубрег је, између осталих функција, одговоран за филтрирање крви, а мокраћовод, с друге стране, је одговоран за елиминацију мокраће од бубрега до мокраћне бешике. Када дође до сужења у било ком делу мокраћовода, у подручје пре опструкције јавља се проширење изазвано накупљањем мокраће.
Пажљиво праћење од стране уролога је важно да би се открила потреба за лечењем како би се спречило погоршање бубрежне функције.

## Етиологија
Узроци ове болести могу бити различити, али најчешћи су:
- Интринзична стеноза: код које је сегмент мокражовода на споју са бубрежном карлицом узак или се не помера нормално, што отежава одлив мокрађе и изазива дилатацију бубрежне карлице.

- Екстринзична стеноза: која настаје због преласка артерије или вене преко споја између карлице и мокраћовода, која спољашњим притиском омета пролаз мокраће. Ова врста стенозе се често манифестује у каснијој доби и јавља се повремено.

## Клиничка слика
Пијелоуретерална стеноза се може манифестовати инфекцијом уринарног тракта, болом у стомаку или повраћањем, али може бити и без симптома.
Код неких асимптоматских пацијената, опструкција уринарног тракта може довести до губитка функције бубрега. 

## Дијагноза
Често, дилатација уринарног тракта откривена на пренаталном ултразвуку не захтева лечење и чак нестаје током првих месеци живота. У другим приликама, дилатација се прогресивно повећава и неопходно је детаљно следећим сликовним и  другим тетстовима проценити функције бубрега:
Цистоуретрографија: у којој се катетер се поставља у мокраћну бешику  да би се бешика напунила контрастом и да би се извршиле серијске радиографије. Користи се радиолошка заштита, а изложеност је што је више могуће сведена на минимум. Ова метода омогућава да се искључи присуство везикоуретералног рефлукса, да се види морфологија мокраћне бешике, да се искључи присуство дивертикула и да се проучи анатомија уретре.
ДМСК снимање: је методе нуклеарне медицине која се користе у дијагностици и праћењу нефроуролошких проблема код деце због своје једноставне примене, чињенице да обично не захтевају седацију или анестезију, и зато што коришћени радиофармацеутски агенси нису токсични нити алергијски. Ова метода се најчешће користи за откривање оштећења бубрега изазваног инфекцијама уринарног тракта. Да би се извршили ови тестови, кроз интравенску линију убризгава се контрастна боја за хидратацију испитаника и, у неким случајевима, диуретик који помаже испитанику да уринира. Гама камера се користи за идентификацију који део бубрега функционише нормално, и да ли постоји присуство бубрежних ожиљака и опструкције уринарног тракта.

## Терапија
Хируршко лечење пијелоуретералне стенозе је индиковано код оних пацијената са симптомима или код којих тестови показују погоршање опструкције и бубрежне функције.
Операција пијелоуретералне стенозе
Андерсон-Хинес раскомадана пијелопластика: златни стандард за лечење ове болести. Састоји се од ресекције уског дела и спајања карлице и уретера. Ова операција се може извести кроз рез у лумбалној регији или лапароскопски, у зависности од старости и личних карактеристика пацијента.
Ендопијелотомија: састоји се од ендоскопског проширења стриктуре, помоћу жице водича и балона који ћемо надувати у суженом подручју. Након дилатације, оставићемо тутора у уретеру који ће касније бити уклоњен. Овај уретерални тутор је једноставно веома танка цев која служи да обезбеди да се урин може елиминисати без потешкоћа и да не дође до даљег сужавања током зарастања.
Лапароскопски васкуларни спој: може се извести када је пијелоуретерална стеноза узрокована поларним судом (судови који излазе из бубрежне артерије или аорте и носе крв до бубрежног пола). Састоји се од промене положаја судова како би се избегла компресија уринарног тракта у његовом суженом подручју.
Након операције, пацијент остаје у болници 24-48 сати ради посматрања и контроле бола. У зависности од технике која се користи у сваком случају, уретерални тутор ће бити уклоњен од 1 до 4 недеље након операције. Током овог периода, пацијент ће узимати антибиотску профилаксу како би избегао заразне компликације.
Избор најбоље технике за сваког пацијента мора бити направљен на индивидуализованој основи.

## Прогноза и праћење
Пијелутерална стеноза се повлачи после операције, тако да није хронична болест. Деца ће моћи да воде нормалан живот.
Праћење ових пацијената се наставља након интервенције, али сваки пут у више размакнутих посета, све док се не заврши раст детета. На овај начин се може проценити дугорочни исход и обезбедити ултразвучно праћење бубрега и његове функције.